# Stade de La Pinède
Le Stade de la Pinède est un stade de football situé à Trégunc, dans le Finistère. Inaugurée en 1969 et agrandi à plusieurs reprises, il accueille les rencontres de l'Union Sportive Trégunc depuis 1971.

## Histoire du stade

### De 1969 à 2009
En 1968 commencent les travaux d'un terrain de football au centre-ville de Trégunc. L'année suivante, la construction du terrain est terminée, il est inauguré la même année. Durant les premières années, aucun changement si ce n'est la construction d'un terrain de handball et de basketball à côté du terrain. En 1978, un terrain annexe en herbe est créé du côté "Rue de la Gare". En 1980, trois terrains de tennis sont créés entre le terrain principal et annexe, une tribune de 400 places assises est créée sur le terrain principal. En 1990, une salle des sports est construite derrière la tribune du terrain principal. En 1992, 4 projeteurs sont installés sur le terrain principal. L'année suivante, 4 projecteurs sont installés cette fois sur le terrain annexe. Jusqu'en 2009, aucun changement n'a eu lieu dans le complexe sportif.

### De 2009 à Aujourd'hui
En 2009, la ville de Trégunc vote la construction d'un troisième terrain (synthétique) à la suite de l'augmentation du nombre de licenciés de l'US Trégunc.
Le terrain principal est détruit, sauf la tribune, le terrain est décalé d'une vingtaine de mètres vers le camping pour pouvoir installer le terrain synthétique. Le terrain principal est refait à neuf. En 2009, des travaux de terrassement ont lieu pour décaler le terrain. En 2010, la nouvelle tribune de 300 places assises est construite, les contours du terrain sont construits, les mains courantes, les filets pare-ballons sont installés, le goudronnage de la zone autour du terrain est effectué, un panneaux d'affichage des scores ainsi que les bancs de touche sont installés. De 2010 à 2011, la construction du terrain synthétique a lieu. En 2011, le terrain synthétique est inauguré. En 2019, le stade est mis aux normes car le terrain est classé 5e catégorie alors qu'il doit être en 4e catégorie, la mise aux normes comporte l'installation de portails coulissants au niveau de la main courante, l'installation d'un tunnel d'accès aux vestiaires et enfin la pose de bancs de touche supplémentaires.

## Affluence, Capacité

### Capacité
| Année | Nombre de places | Nombre de places assises |
| ----- | ---------------- | ------------------------ |
| 1969  | Aucune tribune   | Aucune tribune           |
| 1980  | 1 700 places     | 400 assises              |
| 2010  | 2 000 places     | 700 assises              |

### Record d'affluence
| Rang | Spectateurs | Compétition     | Rencontre                                | Date |
| ---- | ----------- | --------------- | ---------------------------------------- | ---- |
| 1    | 1 600       | Coupe de France | US Trégunc (DSR) - TA Rennes (DH)        | 2011 |
| 2    | 1 500       | Coupe de France | US Trégunc (DSR) - US Concarneau (CFA2)  | 2010 |
| 3    | 1 400       | Coupe de France | US Trégunc (DSR) - Les Herbiers VF (CFA) | 2009 |